# Rosalind (Vorname)
Rosalind[e/a], auch Rosalin ist ein weiblicher Vorname.

## Herkunft und Bedeutung
Der Name ist germanischen Ursprungs und bildet sich aus urgermanisch hrod ‚Ross, Pferd‘ und lind ‚heilen‘, und findet sich langobardisch als Rodelinde, kommt mit den Goten nach Spanien, und wird dort  vulgärlatinisiert zu ‚zarte/schöne Rose‘ umgedeutet.

## Verbreitung
Der Name wandert wohl über das Altfranzösische in den Englischen Sprachraum.
Der Name taucht schon bei Edmund Spenser (1552–1599) auf,
und dann bei Thomas Lodge in der Novelle Rosalynde von 1599.
Bekannt wird er durch William Shakespeares Bearbeitung des Stoffs in der Komödie Wie es euch gefällt von ca. 1600.
Als Modename beginnt er sich ab dem 18. Jahrhundert zu verbreiten, und dann vermehrt in der Zeit der Doppelnamen Ende des 19. Jahrhunderts, wohl als Zierform zu Rosa mit Linda, wo er wieder in das Deutsche übergeht.

## Varianten
- englisch Rosaleen, Rosalin, Rosalyn[n], Roslyn[n], Rozalind[2]

## Namensträgerinnen
Rosalind
- Rosalind Ayres (* 1946), britische Theater- und Filmschauspielerin
- Rosalind Baker (* 1941), australische Autorin und Beziehungsexpertin
- Rosalind Barnett (* 1937), US-amerikanische Sozialwissenschaftlerin und klinische Psychologin
- Rosalind Belben (* 1941), englische Romanautorin
- Rosalind Cash (1938–1995), US-amerikanische Schauspielerin
- Rosalind Chao (* 1957), US-amerikanische Schauspielerin chinesischer Herkunft
- Rosalind Elias (1930–2020), US-amerikanische Opernsängerin (Mezzosopran)
- Rosalind Franklin (1920–1958), britische Biochemikerin
- Rosalind Fuller, MBE (1892–1982), britische Theater- und Filmschauspielerin
- Rosalind Grender, Baroness Grender, MBE (* 1962), Kommunikationsleiterin der Liberal Democrats
- Rosalind Howells, Baroness Howells of St Davids, OBE (* 1931), britische Labour-Politikerin
- Rosalind Ivan (1880–1959), britische Film- und Theaterschauspielerin
- Rosalind Krauss (* 1941), US-amerikanische Kunstkritikerin und -theoretikerin, Professorin und Kuratorin
- Rosalind Marquis, geb. Saindon (1915–2006), Schauspielerin
- Rosalind Moss, FSA (1890–1990), britische Ägyptologin und Bibliografin
- Rosalind Picard (* 1962), US-amerikanische Elektroingenieurin
- Rosalind Rowe, verh. Cornett (1933–2015), englische Tischtennisspielerin
- Rosalind Russell (1907–1976), US-amerikanische Schauspielerin
- Rosalind von Schirach (1898–1981), deutsche Opernsängerin (Sopran)
- Rosalind Scott, Baroness Scott of Needham Market (* 1957), britische Politikerin der Liberal Democrats
- Rosalind Singha Ang (* ≈1940), Badmintonspielerin aus Malaysia
- Rosalind Tanner, geb. Young (1900–1992), britische Mathematikerin und Mathematikhistorikerin

Rosalinda, Rosalinde
- Rosalinde, die Frau von Peiting († 14./15. Jh.), Moorleiche (Nachbenennung einer Unbekannten)
- Rosalinda Bueso Asfura (* 1977), honduranische Diplomatin
- Rosalinda Celentano (* 1968), italienische Schauspielerin
- Rosalinde Haas (* 1932), deutsche Organistin
- Rosalinde Mynster (* 1990), dänische Filmschauspielerin
- Rosalinde von Ossietzky-Palm (1919–2000), deutsch-schwedische Pazifistin
- Rosalinde Renn (* 1941), deutsche Theater-, Filmschauspielerin und Regisseurin

Rosalin, Rosalyn, Rosalynn
- Rosalyn Baxandall (1939–2015), US-amerikanische Aktivistin und Historikerin der Frauenbewegung
- Rosalyn Bryant, verh. Clark (* 1956),  US-amerikanische Sprinterin
- Rosalynn Carter, geb. Smith (1927–2023), Ehefrau des US-Präsidenten Jimmy Carter
- Rosalyn Fairbank (1960), südafrikanische Tennisspielerin
- Rosalyn Higgins, DBE (* 1937), britische Rechtswissenschaftlerin
- Rosalin Kuiper (* 1995), niederländische Seglerin
- Rosalyn Landor (* 1958), englische Schauspielerin
- Rosalyn Tureck (1913–2003), US-amerikanische Konzertpianistin
- Rosalynn Sumners (* 1964), US-amerikanische Eiskunstläuferin
- Rosalyn Sussman Yalow (1921–2011), US-amerikanische Physikerin

Roselyn, Roselyne
- Roselyne Bachelot (* 1946), französische Politikerin
- Roselyne Crausaz (* 1943), Schweizer Politikerin
- Roselyn Rakamba (* 1990), kenianische Hammerwerferin und Diskuswerferin
- Roselyn Sánchez (* 1973), puerto-ricanische Schauspielerin und Sängerin
- Roselyne Titaud (* 1977), französische Fotografin

Roslyn, Rosslyn
- Roslyn Kind (* 1951), US-amerikanische Sängerin und Schauspielerin
- Rosslyn Luke (* 1989), US-amerikanische Schauspielerin und Stuntwoman
- Roslyn O. Silver (* 1946), US-amerikanische Juristin und Bundesrichterin
- Rosslyn Williams (* 1943), australische Diskuswerferin und Kugelstoßerin

Fiktive Personen
- eine weibliche Figur aus William Shakespeares Komödie Wie es euch gefällt
- ein Papagei namens ‚Rosalinda‘, der 1970 in dem Film Pippi in Taka-Tuka-Land von dem Papagei Douglas gespielt wird

## Sonstiges
- Geographie: Rosalind, Roslin, Ros[s]lyn
- Astronomie: Rosalind, Uranusmond (1986 entdeckt); (900) Rosalinde, Asteroid;
- Before There Was Rosalyn: US-amerikanische Post-Hardcore-Band
- Moorleiche Rosalinde: Bayrische Moorleiche, auch als Frau von Peiting bekannt